# Феріболт (Міннесота)
Феріболт (англ. Faribault) — місто (англ. city) в США, в окрузі Райс штату Міннесота. Населення — 24 453 особи (2020).

## Географія
Феріболт розташований за координатами 44°17′55″ пн. ш. 93°16′44″ зх. д. / 44.29861° пн. ш. 93.27889° зх. д. (44.298583, -93.278938).  За даними Бюро перепису населення США в 2010 році місто мало площу 40,56 км², з яких 39,67 км² — суходіл та 0,90 км² — водойми.

## Демографія
Згідно з переписом 2010 року, у місті мешкали 23 352 особи в 8317 домогосподарствах у складі 5208 родин. Густота населення становила 576 осіб/км².  Було 8946 помешкань (221/км²).
Расовий склад населення:
| - 82,6 % — білих - 7,6 % — чорних або афроамериканців - 2,1 % — азіатів - 0,9 % — корінних американців - 0,1 % — вихідців з тихоокеанських островів - 4,4 % — осіб інших рас |

До двох чи більше рас належало 2,3 %. Частка іспаномовних становила 13,0 % від усіх жителів.
За віковим діапазоном населення розподілялося таким чином: 25,2 % — особи молодші 18 років, 61,7 % — особи у віці 18—64 років, 13,1 % — особи у віці 65 років та старші. Медіана віку мешканця становила 35,4 року. На 100 осіб жіночої статі у місті припадало 118,0 чоловіків;  на 100 жінок у віці від 18 років та старших — 120,5 чоловіків також старших 18 років.
Середній дохід на одне домашнє господарство  становив 61 677 доларів США (медіана — 48 220), а середній дохід на одну сім'ю — 71 814 долари (медіана — 62 838). Медіана доходів становила 45 527 доларів для чоловіків та 35 629 доларів для жінок. За межею бідності перебувало 16,7 % осіб, у тому числі 24,2 % дітей у віці до 18 років та 10,1 % осіб у віці 65 років та старших.
Цивільне працевлаштоване населення становило 10 412 особи. Основні галузі зайнятості: освіта, охорона здоров'я та соціальна допомога — 25,5 %, виробництво — 20,9 %, роздрібна торгівля — 11,3 %, мистецтво, розваги та відпочинок — 9,6 %.